# San Marzano di San Giuseppe
San Marzano di San Giuseppe is een gemeente in de Italiaanse provincie Tarente (regio Apulië) en telt 9033 inwoners (31-12-2004). De oppervlakte bedraagt 19,0 km², de bevolkingsdichtheid is 475 inwoners per km².

## Demografie
San Marzano di San Giuseppe telt ongeveer 2849 huishoudens. Het aantal inwoners steeg in de periode 1991-2001 met 1,5% volgens cijfers uit de tienjaarlijkse volkstellingen van ISTAT.
| Jaar | Inwoneraantal |
| ---- | ------------- |
| 1991 | 8703          |
| 2001 | 8830          |

## Geografie
De gemeente ligt op ongeveer 134 m boven zeeniveau.
San Marzano di San Giuseppe grenst aan de volgende gemeenten: Fragagnano, Grottaglie, Sava, Francavilla Fontana (BR).
Avetrana · Carosino · Castellaneta · Crispiano · Faggiano · Fragagnano · Ginosa · Grottaglie · Laterza · Leporano · Lizzano · Manduria · Martina Franca · Maruggio · Massafra · Monteiasi · Montemesola · Monteparano · Mottola · Palagianello · Palagiano · Pulsano · Roccaforzata · San Giorgio Ionico · San Marzano di San Giuseppe · Sava · Statte · Tarente · Torricella
1. ↑  https://demo.istat.it/?l=it.